# George Cassidy
George Cassidy (7 de septiembre de 1936 – 28 de mayo de 2023) fue un músico de jazz y profesor de música norirlandés de Bloomfield, Belfast, Irlanda del Norte, especializado en el saxofón tenor. También fue conocido por enseñar a leer música y notación a su colega músico de Belfast, Van Morrison, y por darle lecciones de saxofón. Cassidy también tocaba el clarinete, la zanfona y la guitarra hawaiana. Tras un período en una banda de beat local, Cassidy realizó una gira por Irlanda tocando el saxofón detrás de Dusty Springfield con The Springfields. Cassidy fue el saxofonista principal de la Regal Accordion & Saxophone Band.

## Historia

### Primeros años e introducción a la música
George Cassidy nació el 7 de septiembre de 1936, en el número 49 de Hyndford Street, Bloomfield, Belfast. Vivió con su hermano menor, Billy Cassidy, y su madre, Sarah "Sadie" Cassidy, y su padre, William Cassidy, quien trabajaba como empleado para Harland & Wolff. Cassidy asistió a la Elmgrove Elementary School de 1940 a 1952. Hyndford Street se hizo conocida como la ubicación donde también creció Van Morrison, y la pareja se hizo muy amiga. Como vivían en la misma calle, para Morrison fue fácilmente accesible practicar y seguir aprendiendo. Esto, a su vez, fortaleció el vínculo entre los dos. George se inspiró en varios artistas, como Matt Monro, a quien conoció por primera vez en Belfast. George Cassidy, tocando el saxofón, se unió a una Beat Band en Belfast. Cassidy pasó a unirse a la Regal Accordion & Saxophone Band a finales de la década de 1950. Eran conocidos por su estilo único, energía y carisma. La banda tocaba una variedad de géneros, incluyendo canciones pop de la época, como "Yellow Submarine" de The Beatles, y jazz tradicional.
George Cassidy jugó un papel importante en los inicios de la carrera del músico Van Morrison. Su amistad y colaboración tuvieron un profundo impacto en su desarrollo artístico. Van Morrison comentó más tarde: «A los 15 años, tomaba clases con un chico llamado George Cassidy, que vivía en la misma calle. Era un gran músico de jazz. Tenía talento». «Cuando empecé a estudiar saxofón tenor de niño en Belfast, lo hice con un chico llamado George Cassidy, quien también fue una gran inspiración».
Como saxofonista tenor católico, Cassidy optó por el Henri Selmer Paris, por su tono cálido, rico y expresivo, así como por su fabricación artesanal y duradera, y su calidad.

### Los Springfields, The Regal Band y el legado
En 1960, Cassidy se unió a The Springfields en la República de Irlanda. Fue invitado tras una temporada en una banda de espectáculos beat en Belfast. Cassidy se hizo conocido tocando en el Plaza Ballroom de Belfast. Formó parte de su primer conjunto musical y tocaba en diversos lugares, como salones de baile. Regresó a Belfast tras sentir nostalgia.
Cassidy actuó en varios eventos benéficos, comunitarios, históricos y conmemorativos  en toda Irlanda del Norte, como anualmente en el Black Parade. La banda fue considerada uno de los grupos musicales más destacados del país a finales del siglo XX, logrando elogios de la crítica y cultivando una base de aficionados dedicada a través de sus enérgicas presentaciones en vivo y una fuerte participación del público. The Regal lideró muchos desfiles, Cassidy fue el saxofonista principal. Además de los instrumentos centrales, acordeón y saxofón, la banda también tenía trompetistas y, en percusión, caja, platillos y bombo. Cassidy con The Regal actuó varias veces en The Grand Opera House, como teloneros de Donald Peers y Nancy Whiskey. El evento con entradas agotadas los llevó a regresar para una gran actuación.
La banda adoptó canciones fuera de las canciones tradicionales tocadas en el siglo XX en Irlanda del Norte, como "When the Saints go marching in", "Hokey Cokey" y "Lily of Laguna". Estas actuaciones los hicieron muy populares en áreas alrededor de Belfast, Lisburn, Carrickfergus y Derry. Actuaron en varios eventos comunitarios y sociales, en noviembre de 1987, actuaron para apoyar a BBC Children in Need.
En septiembre de 1970, George Magill, director de The Regal Band, organizó su actuación en el marco del concurso de bandas del Championship, en el partido de la Recopa de Europa de la UEFA entre el Linfield FC y el Manchester City. Siendo un elemento básico en los eventos del Día del Recuerdo, la Regal Band dirigió el Día del Recuerdo, el 11 de noviembre de 1972, durante la ceremonia de colocación de coronas florales y la interpretación de " The Last Post ".
En agosto de 1985, The Regal Band ofreció sus recitales en el concurso de bandas Donaghadee Young Defenders durante la Semana del Festival de la ciudad, mostrando su "maravillosa música: el maravilloso sonido de una multitud de instrumentos diferentes". Tras el concurso, The Regal recibió el premio entre los aplausos del público y de las demás bandas participantes.
Van Morrison escribiría canciones sobre su infancia en Bloomfield y describiría su época tocando el saxofón con Cassidy, como en su canción de 1982 " Cleaning Windows " 

## Vida personal

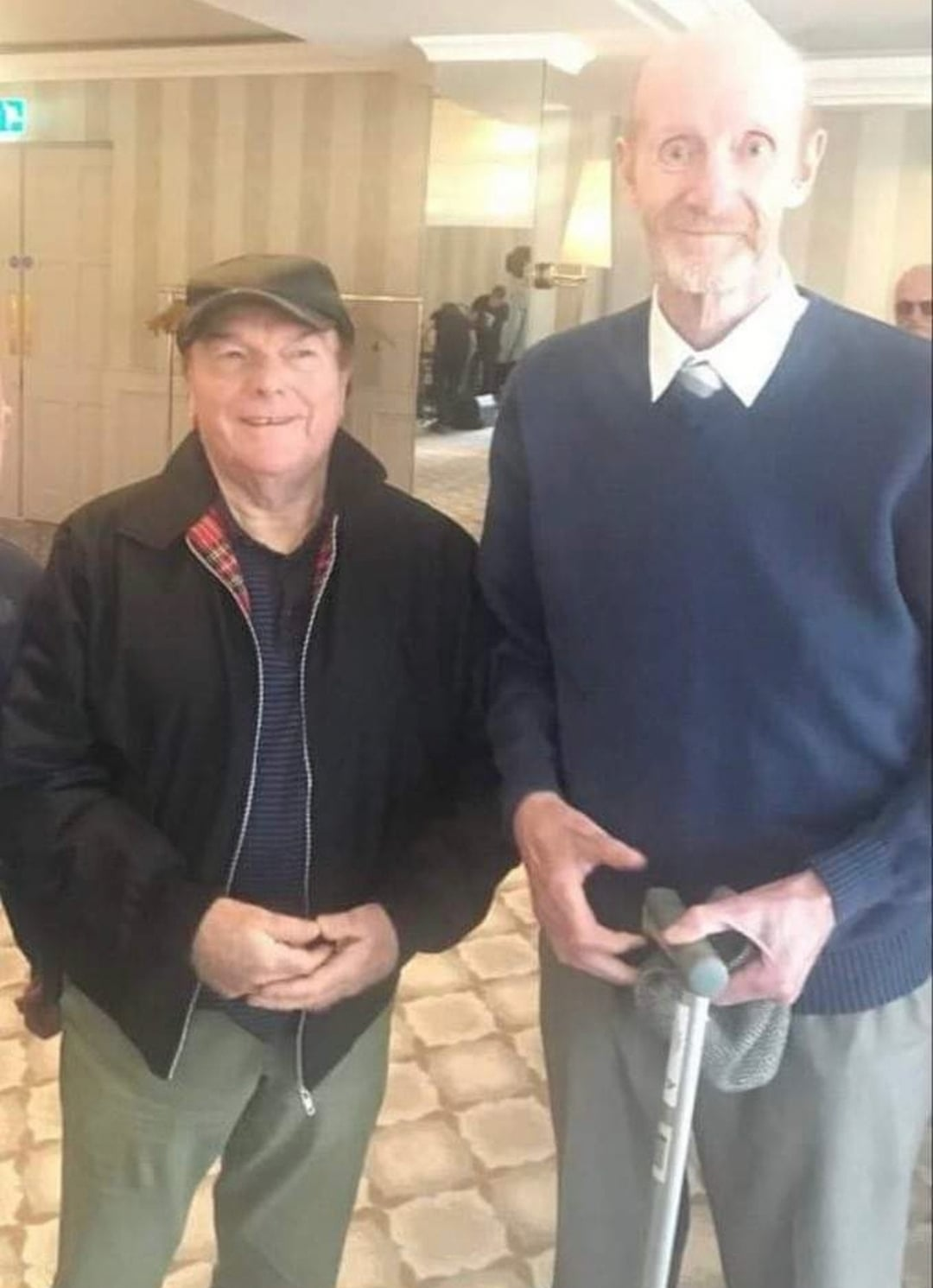
Van Morrison y George Cassidy, cumpleaños de Van Morrison, agosto de 2020.

George Cassidy creció en Hyndford Street y tenía un hermano, William. Se casó con Joan McCommiskey, se mudó a Dundonald y tuvo hijos. Vivieron brevemente en Ballybeen antes de comprar una casa en Ardcarn. George Cassidy trabajó para John Kelly Limited en Queen's Quay, Belfast. Cassidy disfrutaba de las carreras de caballos y frecuentaba el Canberra Bar, Monico y el Raven Social Club. Era simpatizante del Partido Unionista Progresista y se hizo amigo de David Ervine, quien asistía al mismo club. Sus bebidas favoritas eran la Guinness y el ron demerara.[cita requerida]
El abuelo de George Cassidy, William John Cassidy, fue trimer en el RMS Titanic, antes de desembarcar en Southampton
Cassidy era masón y miembro de Unite the Union. Antes de Unite, Cassidy era miembro del Sindicato de Trabajadores del Transporte y Generales, y luchó para mantener abierta la fábrica de carbón Kingsberry en Belfast.
Cassidy falleció el 28 de mayo de 2023 en el Hospital del Úlster por complicaciones de una neumonía por COVID-19. Su canción favorita, « If I Never Sing Another Song », se interpretó en su funeral el 7 de junio. Está enterrado en el cementerio de Roselawn.